# Javier Tarazona
Javier Tarazona (Venezuela, 21 de julio de 1982) es un profesor universitario y activista venezolano, especializado en educación, director de la organización de derechos humanos Fundaredes desde febrero de 2005. Fue presidente del Colegio de Profesores de Venezuela seccional Táchira entre 2010 y 2018. Fue detenido arbitrariamente desde julio de 2021 después hacer una acusación ante el Ministerio Público contra un antiguo alto funcionario del gobierno.

## Detención
Tarazona se presentó a la Fiscalía General de Venezuela el 30 de junio de 2021 con una fotografía para solicitar que se investigue la relación de funcionarios del gobierno donde aparece el capitán de navío Ramón Rodríguez Chacín junto a su esposa Carola y los jefes guerrilleros  Nicolás Rodríguez Bautista alias "Gabino", Eliecer Chamorro Acosta alias "Antonio García" e Israel Ramírez Pineda alias "Pablo Beltrán", todos pertenecientes al Ejército de Liberación Nacional.
El 2 de julio, agentes del Servicio Bolivariano de Inteligencia (SEBIN) detuvieron a Tarazona en la ciudad de Coro, estado Falcón junto a su hermano Ingeniero Electrónico José Rafael Tarazona Sánchez y el abogado Omar de Dios García, activistas de Fundaredes; y Yhonny Romero, director de Mayday Confavid (Comité Nacional de Familias Víctimas de Desapariciones Forzadas en las Costas de Venezuela). Tarazona había acudido al Ministerio Público para denunciar que estaba siendo víctima de acoso y persecución en Falcón por funcionarios policiales estatales, del SEBIN y de individuos no identificados. Según la ONG Centro para los Defensores y la Justicia, los activistas fueron trasladados a la sede del SEBIN en Punto Fijo. El Tribunal contra el Terrorismo los imputó por “instigación al odio, terrorismo y traición a la patria”.
Ante el arresto, Fundaredes alertó a la red nacional de defensores de derechos humanos, a la comunidad internacional, al sistema interamericano y universal de derechos «sobre este atropello y detención arbitraria», exigiendo su liberación y pidiéndole al Estado «a acatar la medida cautelar de protección emanada por la CIDH en favor de todo el equipo de Fundaredes, en virtud de las reiteradas denuncias de acoso y hostigamiento». La ONG PROVEA y Gonzalo Himiob, vicepresidente del Foro Penal, denunciaron la detención de los activistas y exigieron su liberación. Juan Guaidó también se sumó al llamado para exigir la liberación de Tarazona, y Juan Pablo Guanipa denunció su «detención ilegal y arbitraria».
El 5 de julio de 2021 la alta comisionada de los Derechos Humanos de las Naciones Unidas, Michelle Bachelet, se refirió a la detención de los tres miembros de Fundaredes, incluyendo de Tarazona, calificándola de “preocupante” y solicitando el acceso de abogados defensores de su elección. Posteriormente Amnistía Internacional exigió la liberación de Tarazona.
En julio de 2022 Tarazona continuaba detenido sin tener el inicio de su proceso judicial y ha sido considerado preso político por diferentes organizaciones defensoras de los derechos humanos. Para mayo de 2024 Javier Tarazona cumple 1062 días desde su detención por defender los derechos humanos en comunidades vulnerables de Venezuela.